# Olympische Sommerspiele 2012/Teilnehmer (Bolivien)
| Gelbes Symbol für Goldmedaillen mit stilisierten Olympischen Ringen | Graues Symbol für Silbermedaillen mit stilisierten Olympischen Ringen | Braundes Symbol für Bronzemedaillen mit stilisierten Olympischen Ringen |
| ------------------------------------------------------------------- | --------------------------------------------------------------------- | ----------------------------------------------------------------------- |
| —                                                                   | —                                                                     | —                                                                       |

Bolivien nahm in London an den Olympischen Spielen 2012 teil. Es war die insgesamt 13. Teilnahme an Olympischen Sommerspielen. Das Comité Olímpico Boliviano nominierte acht Athleten in sechs Sportarten.
Fahnenträgerin bei der Eröffnungsfeier war die Schwimmerin Karen Torrez.

## Teilnehmer nach Sportarten

### Leichtathletik
Laufen und Gehen
| Athleten           | Wettbewerb  | Vorlauf | Vorlauf | Halbfinale    | Halbfinale    | Finale        | Finale        | Rang |
| Athleten           | Wettbewerb  | Zeit    | Rang    | Zeit          | Rang          | Zeit          | Rang          | Rang |
| ------------------ | ----------- | ------- | ------- | ------------- | ------------- | ------------- | ------------- | ---- |
| Frauen             |             |         |         |               |               |               |               |      |
| Claudia Balderrama | 20 km Gehen | –       | –       | –             | –             | 1:33:28 h     | 33            | 33   |
| Männer             |             |         |         |               |               |               |               |      |
| Bruno Rojas        | 100 m       | 10,65 s | 45      | ausgeschieden | ausgeschieden | ausgeschieden | ausgeschieden | 48   |

### Radsport

#### Straße
| Athleten     | Wettbewerb    | Zeit | Rang |
| ------------ | ------------- | ---- | ---- |
| Männer       |               |      |      |
| Juan Cotumba | Straßenrennen | DNS  | DNS  |

### Schießen
| Athleten          | Wettbewerb | Qualifikation | Qualifikation | Finale        | Finale        | Ringe | Rang |
| Athleten          | Wettbewerb | Ringe         | Rang          | Ringe         | Rang          | Ringe | Rang |
| ----------------- | ---------- | ------------- | ------------- | ------------- | ------------- | ----- | ---- |
| Männer            |            |               |               |               |               |       |      |
| Juan Carlos Pérez | Trap       | 110           | 31            | ausgeschieden | ausgeschieden | 110   | 31   |

### Schwimmen
| Athleten          | Wettbewerb     | Vorlauf | Vorlauf | Halbfinale    | Halbfinale    | Finale        | Finale        | Rang |
| Athleten          | Wettbewerb     | Zeit    | Rang    | Zeit          | Rang          | Zeit          | Rang          | Rang |
| ----------------- | -------------- | ------- | ------- | ------------- | ------------- | ------------- | ------------- | ---- |
| Frauen            |                |         |         |               |               |               |               |      |
| Karen Torrez      | 100 m Freistil | 57,78 s | 37      | ausgeschieden | ausgeschieden | ausgeschieden | ausgeschieden | 37   |
| Männer            |                |         |         |               |               |               |               |      |
| Andrew Rutherfurd | 100 m Freistil | 52,57 s | 41      | ausgeschieden | ausgeschieden | ausgeschieden | ausgeschieden | 41   |

### Tennis
| Athleten               | Wettbewerb | 1. Runde | 1. Runde | 2. Runde | 2. Runde | Achtelfinale | Achtelfinale | Viertelfinale | Viertelfinale | Halbfinale | Halbfinale | Finale | Finale   |
| Athleten               | Wettbewerb | Gegner   | Ergebnis | Gegner   | Ergebnis | Gegner       | Ergebnis     | Gegner        | Ergebnis      | Gegner     | Ergebnis   | Gegner | Ergebnis |
| ---------------------- | ---------- | -------- | -------- | -------- | -------- | ------------ | ------------ | ------------- | ------------- | ---------- | ---------- | ------ | -------- |
| Frauen                 |            |          |          |          |          |              |              |               |               |            |            |        |          |
| María Fernanda Álvarez | Einzel     | DNS      | DNS      | -        | -        | -            | -            | -             | -             | -          | -          | -      | DNS      |

### Tischtennis
| Athleten        | Wettbewerb | 1. Runde | 1. Runde | 2. Runde | 2. Runde | 3. Runde | 3. Runde | 4. Runde | 4. Runde | Viertelfinale | Viertelfinale | Halbfinale | Halbfinale | Finale | Finale   |
| Athleten        | Wettbewerb | Gegner   | Ergebnis | Gegner   | Ergebnis | Gegner   | Ergebnis | Gegner   | Ergebnis | Gegner        | Ergebnis      | Gegner     | Ergebnis   | Gegner | Ergebnis |
| --------------- | ---------- | -------- | -------- | -------- | -------- | -------- | -------- | -------- | -------- | ------------- | ------------- | ---------- | ---------- | ------ | -------- |
| Männer          |            |          |          |          |          |          |          |          |          |               |               |            |            |        |          |
| Rodrigo Morales | Einzel     | DNS      | DNS      | -        | -        | -        | -        | -        | -        | -             | -             | -          | -          | -      | -        |